# Ramaria thalliovirescens
Ramaria thalliovirescens är en svampart som beskrevs av Franchi & M. Marchetti 2000. Ramaria thalliovirescens ingår i släktet Ramaria och familjen Gomphaceae.   Inga underarter finns listade i Catalogue of Life.